# چشمه (تاجیکستان)
چشمه (تاجیکستان) (به لاتین: Chashma, Tajikistan) یک منطقهٔ مسکونی در تاجیکستان است که در ولایت سغد واقع شده‌است.